# .ලංකා
 (DNS名稱為".xn--fzc2c9e2c")是斯里蘭卡的僧伽羅語國際化國家及地區頂級域。
而斯里蘭卡的傳統國家及地區頂級域是.lk。